# حافظ أحمد حسن
حافظ أحمد حسن كان مسلماً هندياً وأمين الخزانة والمستشار الخاص لمحمد علي خان الذي كان نوَّاباً إمارة تونك.
رافق حافظ النوَّاب (الوالي) في عام 1867، إلى المنفى، وقد خرجا أولاً قاصدين بيناريس ومن ثَمّ إلى مكة والمدينة لأداء فريضة الحج في عام 1870. واصل حافظ أسفاره إلى إنجلترا بعد الانتهاء من أداء مناسك الحج، حيث أمضى فترة قصيرة قبل عودته إلى الهند.
ألف كتاب «الحج إلى الكعبة وتشارينغ كروس» (Pilgrimage to the Caaba and Charing Cross) والذي يتمحور احول سفره إلى شبه الجزيرة العربية بهدف الحج، ووصفه لمناسكه. والكتاب سجلٌّ قيّم، باللغة الإنجليزية، للظروف والممارسات الموجودة في عصر كاتبه. يصف المؤلف ميناء جدة ومباني مكة المكرمة والمدينة المنورة والمناطق المحيطة بهما ورفاقه الحجاج..